# Resolución 1419 del Consejo de Seguridad de las Naciones Unidas
La resolución 1419 del Consejo de Seguridad de las Naciones Unidas, aprobada por unanimidad el 26 de junio de 2002, tras reafirmar todas las resoluciones sobre la situación en el Afganistán, en particular la resolución 1383 (2001) y las resoluciones 1368 (2001) y 1373 (2001) sobre el terrorismo, el Consejo elogió al país por la exitosa realización de una loya jirga de emergencia y pidió la cooperación del pueblo afgano con la Administración de Transición.
El Consejo de Seguridad reiteró su apoyo al Acuerdo de Bonn y su compromiso de ayudar al pueblo afgano a restablecer la estabilidad y la paz en el país y el respeto de los derechos humanos. Acogió con satisfacción la celebración de una loya jirga de emergencia del 11 al 19 de junio de 2002 y tomó nota de la amplia participación de mujeres. Además, alentó al pueblo afgano a determinar su propio futuro político y acogió con satisfacción la elección de Hamid Karzai como jefe de Estado y el establecimiento de la Autoridad de Transición. Se instó a todos los grupos afganos a cooperar con la nueva autoridad y a que la Autoridad de Transición aprovechara los esfuerzos de la Administración Provisional con respecto a las mujeres y las niñas y la educación de los niños, y a erradicar el cultivo anual de adormidera .
La resolución elogió los esfuerzos de las Naciones Unidas para apoyar el papel del pueblo afgano, de la Misión de Asistencia de las Naciones Unidas para el Afganistán y del Representante Especial del Secretario General Lakhdar Brahimi, y de la Fuerza Internacional de Asistencia para la Seguridad por proporcionar un entorno seguro. Pidió un mayor apoyo y asistencia internacional al proceso afgano y al gran número de refugiados y desplazados internos afganos.